# Trichosalpinx drosoides
Trichosalpinx drosoides är en orkidéart som beskrevs av Germán Carnevali och Ivón Mercedes Ramírez Morillo. Trichosalpinx drosoides ingår i släktet Trichosalpinx och familjen orkidéer. Inga underarter finns listade i Catalogue of Life.